# Wijnkijn de Worde

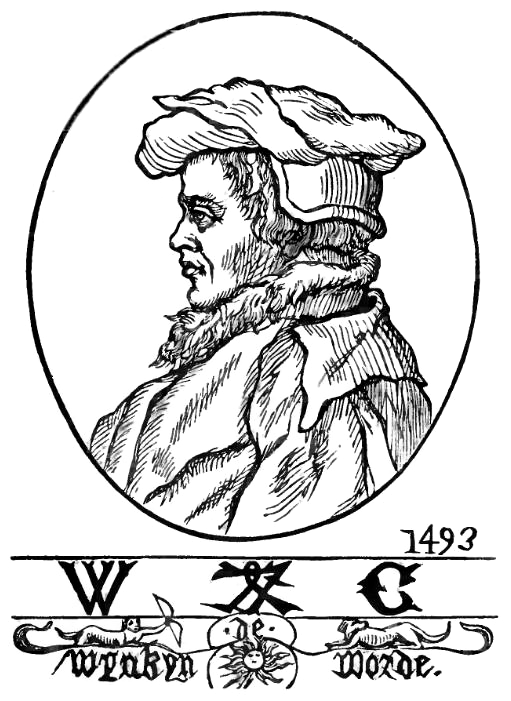
Portrait en drukmerk van Wijnkijn de Worde.

Wijnand (Wijnkijn) de Worde (gestorven 1534) was drukker en uitgever in Londen, die samenwerkte met William Caxton en hem ook opvolgde.
Zijn geboorte- en overlijdensdata zijn niet bekend. Vermoedelijk is hij overleden rond 1534. Wijnkijn de Worde werd geboren in Wœrth in de Elzas. Mogelijk vergezelde hij Caxton toen deze in 1476 van het vasteland naar Engeland terugkeerde. De Worde heeft sterk bijgedragen aan de groei en populariteit van de drukpers en zijn werk was zeer in trek. Tot zijn dood publiceerde hij ongeveer 750 werken van zeer uiteenlopende aard, waarvan nog slechts enkele zeldzame exemplaren bestaan. Hij publiceerde onder meer werk van Stephen Hawes, Alexander Barclay en delen van de autobiografie van de mystica Margery Kempe.
In 1500 verplaatste hij het bedrijf naar Fleet Street, dat veel later, in de 18e eeuw, zou uitgroeien tot het centrum van de Engelse pers. In 1509 opende hij een eigen winkel voor de verkoop van zijn werk in St. Paul's Churchyard. In 1524 was hij de eerste die in Engeland het cursieve lettertype toepaste.
Wijnkijn de Wordes naam leeft voort in de in 1957 opgerichte 'Wynkyn de Worde Society'.